# Marek Czyż
Marek Czyż (ur. 25 marca 1968 w Cieszynie) – polski dziennikarz radiowy i telewizyjny, prezenter telewizyjnych programów informacyjnych oraz publicysta.

## Życiorys

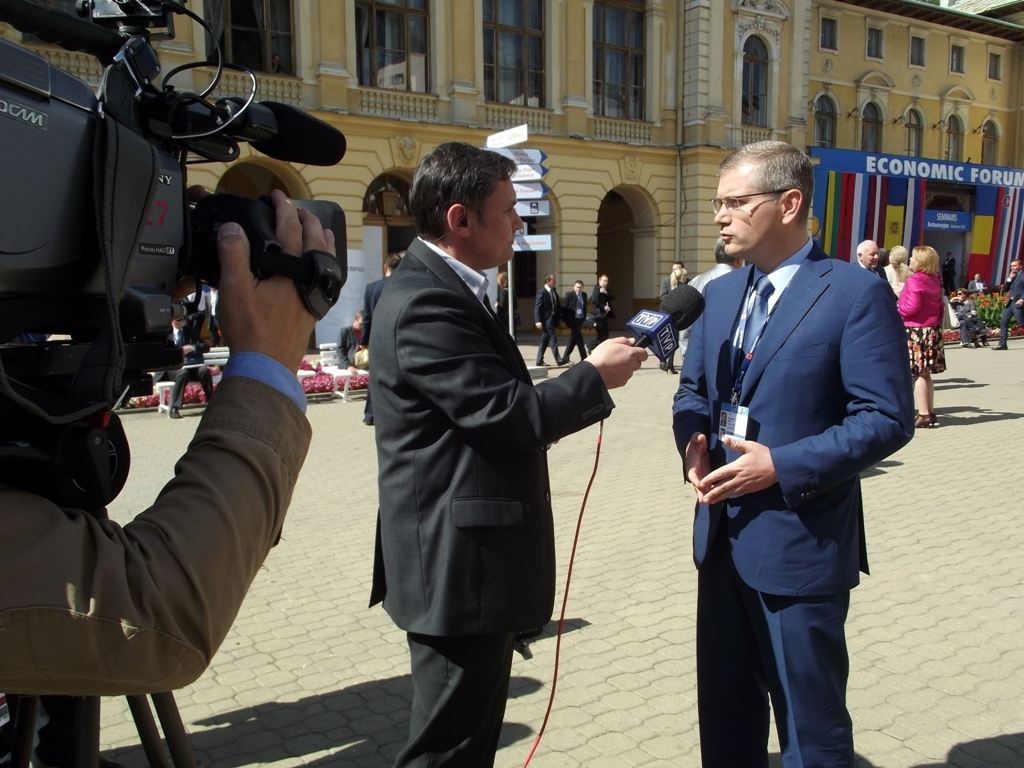
Marek Czyż i Ołeksandr Wiłkuł podczas XXIII Forum Ekonomicznego w Krynicy-Zdroju (2013)

Absolwent II Liceum Ogólnokształcącego im. Mikołaja Kopernika w Cieszynie i Uniwersytetu Śląskiego w Katowicach.
Pracę dziennikarza rozpoczął w Radiu Top, w pierwszej prywatnej rozgłośni w Katowicach. Wcześniej przez kilka lat współtworzył program Studenckiego Radia Egida. Przez 12 lat, w latach 1996–2008, pracował bez przerwy w TVP, prowadząc między innymi: Monitor Wiadomości i Gość Jedynki w TVP1, programy poświęcone wejściu Polski do Unii Europejskiej, programy publicystyczne w TVP3 i Aktualności w TVP Katowice. W TVP pracował także w zagranicznej redakcji TAI oraz jako śląski reporter TVP.
W latach 2009–2011 w stacji telewizyjnej TVS prowadził Silesia Informacje, a także programy Kiosk i Gość TVS. Od 30 września 2009 do 2011 był jednocześnie dyrektorem programowym stacji.
Od 2011 pracował w TVP Info. Do połowy lutego 2016 współprowadził Poranek Info, a do końca kwietnia 2016 magazyn Forum. Od 18 maja 2014 do 24 lipca 2016 prowadził w TVP Info program Bez retuszu. 25 kwietnia 2016 wrócił do TVP3 Katowice. Był gospodarzem programu Czyżby?, a od 30 kwietnia 2016 ponownie prowadził tam Aktualności. Z TVP odszedł w sierpniu 2016.
Od 9 listopada 2016 do 30 listopada 2018 współprowadził serwis informacyjny Nowa TV – 24 godziny, a także do października 2017 prowadził programy publicystyczne: Tu i teraz oraz Proste pytanie. W 2019 prowadził program Czyż nie...? i współprowadził audycję Rozmowa dnia na antenie telewizji Superstacja. W latach 2019–2020 był redaktorem naczelnym serwisu Silesia24.pl. W 2020 dołączył do zespołu redakcyjnego internetowej rozgłośni Halo.Radio, gdzie prowadził swój autorski program, a od lutego 2021 do czerwca 2022 prezentował swoje autorskie felietony.
Od stycznia 2022 do lipca 2023 był dyrektorem informacji Radia Zet.
20 grudnia 2023 wydał oświadczenie o zmianach w TVP, które zostało wyemitowane w miejsce Wiadomości na antenie TVP1. Następnego dnia poprowadził pierwsze wydanie nowego programu informacyjnego 19.30, zostając tym samym jednym z jego prowadzących. Serwis jest emitowany na kanałach TVP1, TVP Polonia i TVP Info. W lutym 2024 został prowadzącym reaktywowanego programu publicystycznego Bez retuszu w TVP Info. W kwietniu 2024 został jednym z prowadzących programu publicystycznego Pytanie dnia, a od września 2024 prowadzi program informacyjny 14.30 będący bocznym wydaniem programu 19.30.